# Marco Miltkau
Marco Miltkau (Hamburgo, 18 de agosto de 1990) é um jogador de hóquei sobre a grama alemão.

## Carreira
Marco Miltkau nasceu e foi criado em Hamburgo, Alemanha. Ele começou a jogar hóquei aos quatro anos de idade, apresentado ao esporte por seu pai, que era um treinador conhecido.
Ele jogou pelo Braunschweiger THC e UHC Hamburg na Bundesliga alemã. Em 2012, ele mudou do UHC Hamburg para o Rot-Weiss Köln. Em 2019, ele deixou a Alemanha para jogar pelo La Gantoise na Liga Belga de Hóquei Masculina. Em junho de 2020, foi anunciado que ele se juntou ao Klein Zwitserland na Hoofdklasse holandesa para a temporada 2020-21.
Miltkau foi membro da equipe interna alemã na Copa do Mundo Indoor de 2018 em Berlim, Alemanha. No torneio, a equipe ganhou uma medalha de prata. Em 2012, Miltkau fez sua estreia pela seleção principal. Pouco depois, ele jogou em seu primeiro grande torneio no Champions Trophy em Melbourne, Austrália. Desde sua estreia, Miltkau tem sido uma inclusão regular no lado nacional. Durante sua carreira, ele ganhou três medalhas com a seleção nacional; ouro e prata no Campeonato das Nações EuroHockey de 2013 e 2015, respectivamente, e bronze no Troféu dos Campeões de 2016. Miltkau representou a Alemanha no torneio inaugural da FIH Pro League de janeiro a junho de 2019.
Nos Jogos Olímpicos de Verão de 2024, em Paris, conquistou a medalha de prata no torneio masculino do hóquei sobre a grama, após confronto na final contra a equipe holandesa, que venceu nos pênaltis.